# Březina (Jindřichův Hradec-i járás)
Březina település Csehországban, a Jindřichův Hradec-i járásban. Březina Deštná, Drunče, Světce, Budislav, Psárov és Bořetín településekkel határos. Lakosainak száma 125 fő (2024. január 1.).

## Népesség
A település lakosságának változását az alábbi diagram mutatja:
| Lakosok száma | 647  | 604  | 544  | 353  | 232  | 159  | 131  | 127  | 124  | 125  |
|               | 1869 | 1890 | 1921 | 1950 | 1980 | 2001 | 2017 | 2019 | 2022 | 2024 |